# 38. vojaško teritorialno poveljstvo Slovenske vojske
38. vojaško teritorialno poveljstvo Slovenske vojske je poveljstvo Slovenske vojske, ki pokriva področje Koroške, Zasavja in Celja; poveljstvo je nastanjeno v Slovenskih Konjicah.

## Poveljstvo
Poveljniki
- polkovnik Štefan Šemrov (2002)